# 榎さんのおはようサンデー
『榎さんのおはようサンデー』（えのさんのおはようサンデー）は、1998年4月12日から2002年10月6日まで、TBSラジオと一部のJRN系列局で日曜日の朝（放送時間は後述）に放送されたワイド番組。

## 概要
『三菱ふそう全国縦断・榎さんのおはようさん〜!』を長年担当した榎本勝起が、前番組同様リスナーに語りかけるような口調で、日曜日朝一番のニュースと話題、音楽を放送した。
放送時間は当初、5:00 - 6:30の1時間半だったが、1999年4月以降は『日曜ニュースプラザ』の開始に伴い、『こども音楽コンクール』が6:00 - 6:30の放送となったため、番組終了まで5:00 - 6:00の1時間の放送となった。
なお番組内でカウントされた放送回数は『榎さんのお昼だよ〜!』からの通算回数であり、最終回の時点で30年半・7025回（『お昼だよ〜!』が全1700回、『おはようさん〜!』が全5090回、『おはようサンデー』が全235回）に及んだ。

## タイムテーブル
※2002年10月6日最終回
- 5:00 オープニング・ニュース（土屋統督アナウンサー）・天気予報（松田朋子気象予報士）
- 5:13 榎さんのおもしろニュースウィークリー
- 5:24 朝一番今週の運勢ショートバージョン
- 5:29 ローカル枠（直前に飛び降り局用の降りコメント）
- 5:30 榎さんのホットニュースフレッシュ
- 5:41 榎さんのあなた出番です（川柳コーナー）
- 5:50 スタッフ紹介・朝一番今週の運勢
- 5:54 ニュース・ゴルフ交通情報（ローカル枠）・エンディング

## ネット局（番組終了時）
「おはようさん〜!」と異なりナショナルスポンサーがついておらず、未ネットの局や、番組の前半・後半どちらか30分間のみネットを行う局もあった。

### フルネット
- TBSラジオ（キー局）
- 青森放送
- 秋田放送
- 北陸放送
- 福井放送
- 南海放送
- 高知放送
- RKB毎日放送
- 大分放送
- 宮崎放送
- 南日本放送

### 番組前半（5:00 - 5:30）をネット
- IBC岩手放送
- ラジオ福島
- 新潟放送
- 信越放送
- 中部日本放送
- 山陽放送

### 番組後半（5:30 - 6:00）をネット
- 東北放送
- 山口放送

| TBSラジオ 日曜朝5時台                    | TBSラジオ 日曜朝5時台    | TBSラジオ 日曜朝5時台                       |
| 前番組                                   | 番組名                   | 次番組                                      |
| ---------------------------------------- | ------------------------ | ------------------------------------------- |
| 野沢那智のハローモーニング (5:00 - 6:30) | 榎さんのおはようサンデー | 江口ともみ プレシャスサンデー (5:00 - 8:15) |
| JRN系列 日曜朝5時台                      |                          |                                             |
| -                                        | 榎さんのおはようサンデー | Morning Wind〜音楽の森                      |